# Шестиполосый дистиход
Шестиполосый дистиход (лат. Distichodus sexfasciatus) — вид пресноводных лучепёрых рыб из семейства дистиходонтовых отряда хараксообразных. Распространены в Африке. 

## Описание
Тело высокое, покрыто ктеноидной чешуёй. Голова удлинённая, несколько сжата с боков и направлена вниз. Рыло конической формы. В спинном плавнике 24—25 мягких лучей. В анальном плавнике 14—15 мягких лучей. Имеется жировой плавник. Брюшные плавники расположены на середине брюха. Хвостовой плавник раздвоенный. Максимальная длина тела 76 см.
Цвет тела варьируется от красновато-коричневого до желтовато-красного. По бокам проходит шесть тёмных вертикальных полос.
Питаются полихетами, ракообразными, насекомыми и растительной пищей.

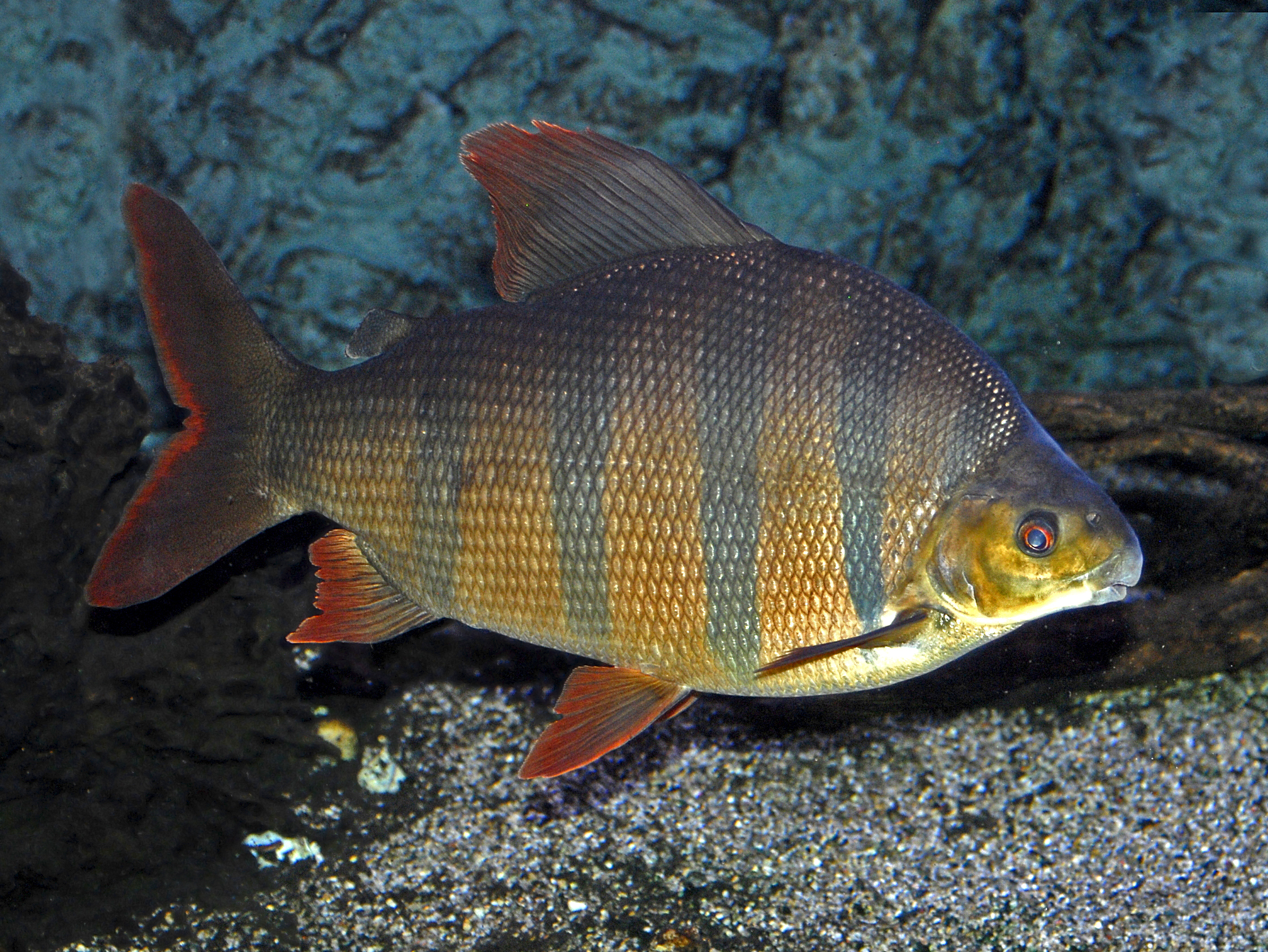

## Ареал
Распространены в тропических районах Африки в бассейне реки Конго и в озере Танганьика. Страны: Демократическая Республика Конго, Центральноафриканская Республика, Замбия, Ангола. Держатся стаями в нижних слоях воды в реках и прибрежных областях озёр. Температура воды в местах обитания 22—26 °C.

## Взаимодействие с человеком
Является объектом местного кустарного промысла. Аквариумная рыбка.